# 瀞峡

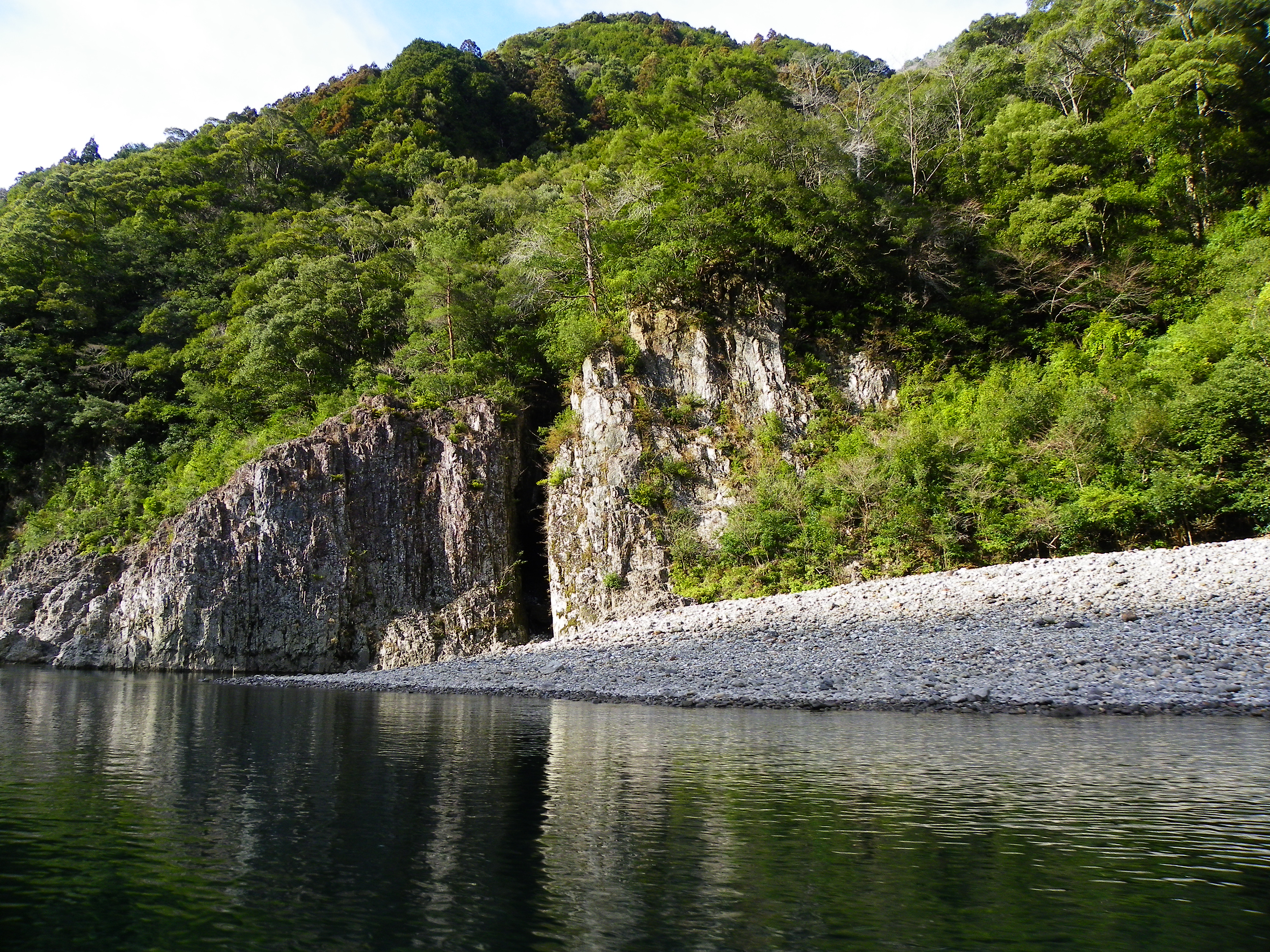
瀞峡

瀞峡（どろきょう）は、和歌山県・三重県・奈良県を流れる熊野川水系北山川上流にある峡谷。吉野熊野国立公園の一部。

## 地理
北山川に位置する瀞峡は、上流から奥瀞、上瀞、下瀞と呼ばれ、特に下瀞は瀞八丁として知られる。
瀞峡は吉野熊野国立公園の指定当時（1936年、昭和11年）には、奥瀞、上瀞、下瀞（瀞八丁）の3つで捉えられるようになっていた。これより前の明治初期に瀞八丁が注目された当初は、瀞八丁を単に瀞峡と呼ぶこともあり、その後、上瀞や奥瀞にも関心の対象が広がり瀞峡の範囲も広がっていったとされる。

## 主な出来事
- 1959年（昭和34年）6月1日 - 瀞峡観光の定期船（3トン）が熊野大橋上流約15km地点で転覆。5人が死亡、2人が重軽傷。原因は林業用ケーブルのワイヤーが舟のプロペラに引っ掛けたことによるもの[3]。

## 所在地
- 三重県熊野市
- 和歌山県東牟婁郡北山村（上流）
- 奈良県十津川村（下流）
- 和歌山県新宮市（下流）

## アクセス
宿泊施設
- 入鹿温泉ホテル瀞流荘
  - JR紀勢本線 熊野市駅から熊野市・御浜町広域バス「瀞流荘」行きで47分、「瀞流荘」下車
- 瀞ホテル[4][5]
  - 奈良交通十津川温泉バス停から十津川村営バス「瀞八丁行き」で81分、「瀞八丁」下車徒歩7分程度

和船
- 和船乗り場北緯33度53分34.8秒 東経135度53分6.5秒
- JR紀勢本線 新宮駅 から熊野御坊南海バス「日足」下車、デマンドタクシー利用。

ジェット船
瀞峡では熊野観光開発が前身の熊野交通の時代から、プロペラ船のちにウォータージェット船による航路を開設していた。しかし、2011年の紀伊半島での水害以後、北山川への流入土砂が増加し、重機による航路維持の負担が大きくなっていた。また、作業員の高齢化や人手不足、2020年の新型コロナウイルスの流行による乗船客の減少などが重なり、2020年4月13日からウォータージェット船は運休となりそのまま2021年1月1日に事業休止となることが発表された。ウォータージェット船事業については行政への航路整備援助の要請や他の事業者への事業譲渡なども検討されていた。2025年4月10日付けで熊野観光開発は当航路の廃止を発表した。保有していた船も譲り受けを希望する声もあったが輸送費用の面で断念しすべて解体済みとなっているが、発着所にあるドライブイン「瀞峡めぐりの里熊野川」は引き続き営業継続する。

## ギャラリー

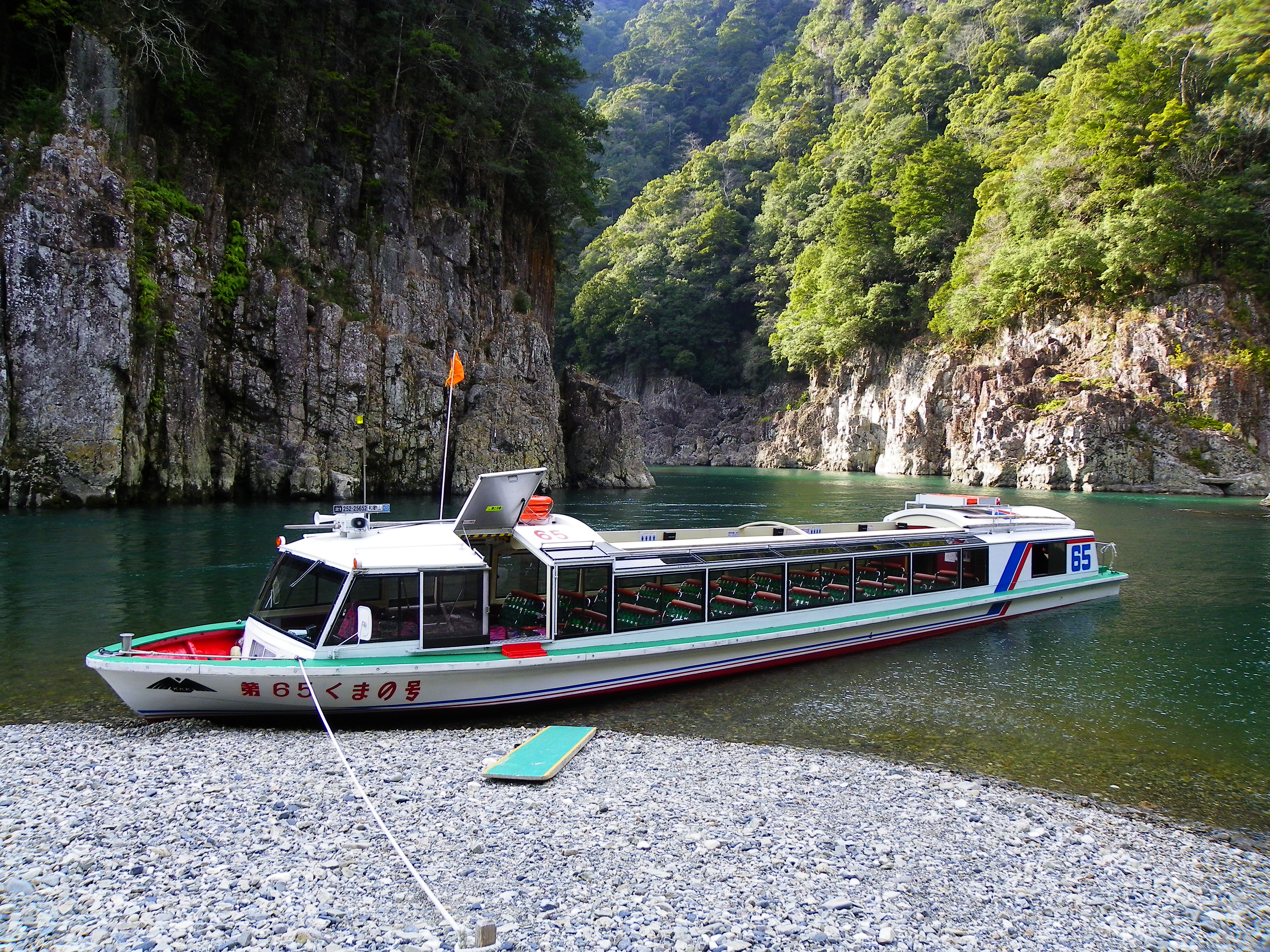
遊覧船
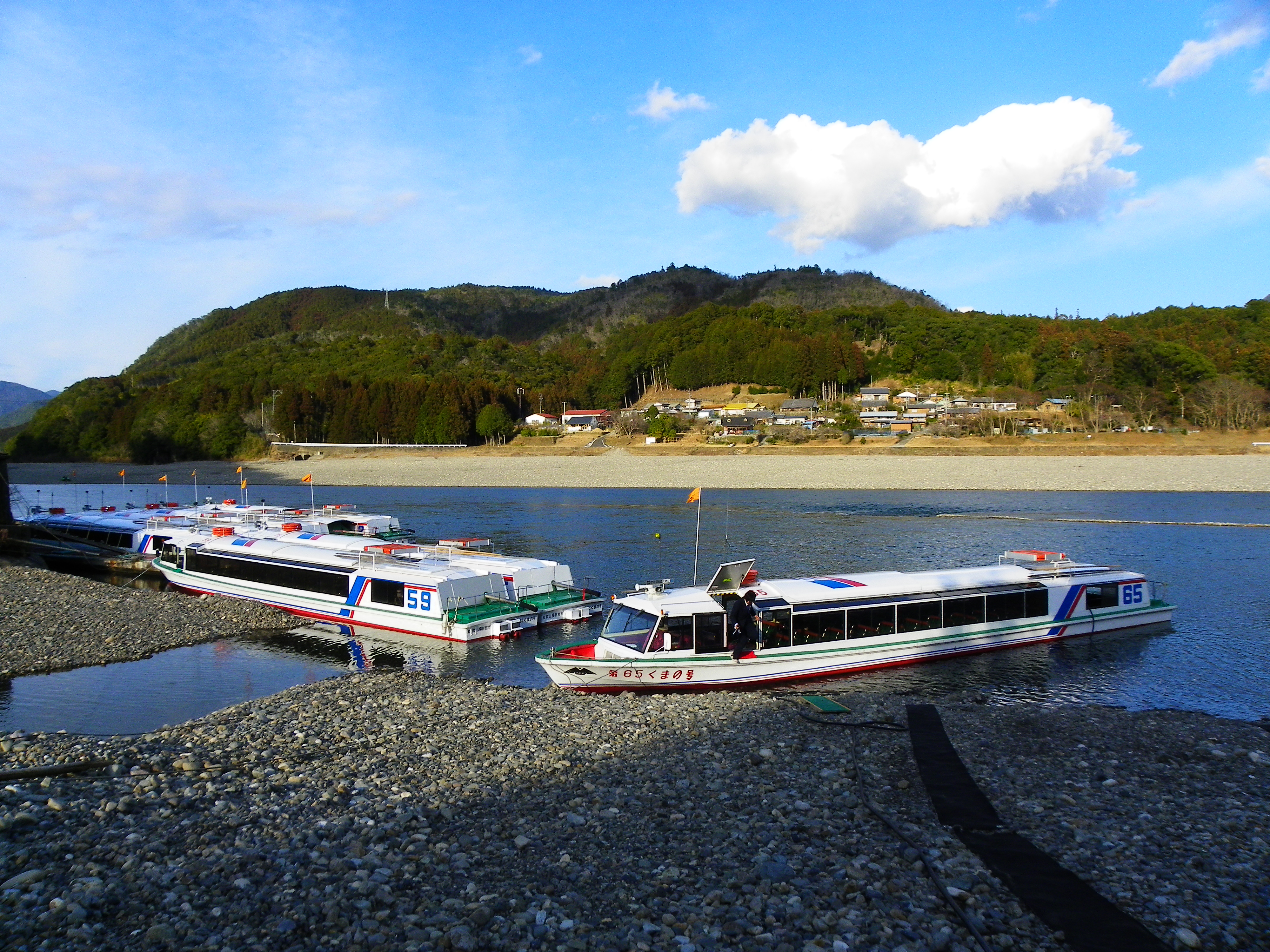
志古乗船場
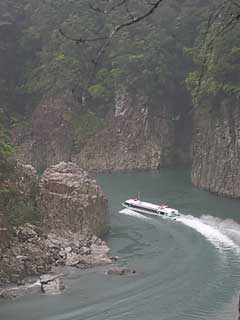
瀞峡を進む遊覧船
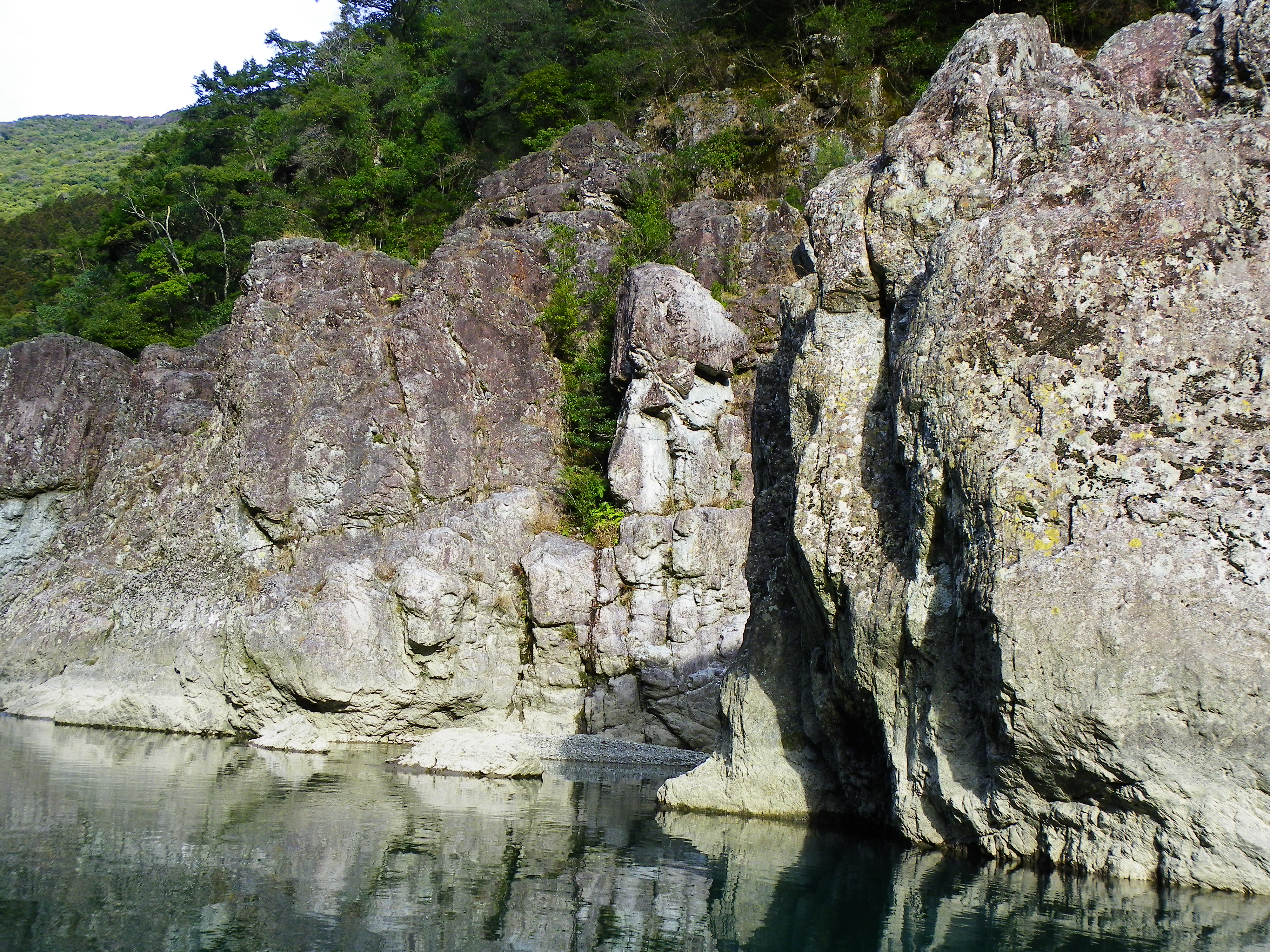
遊覧船から望む松茸岩
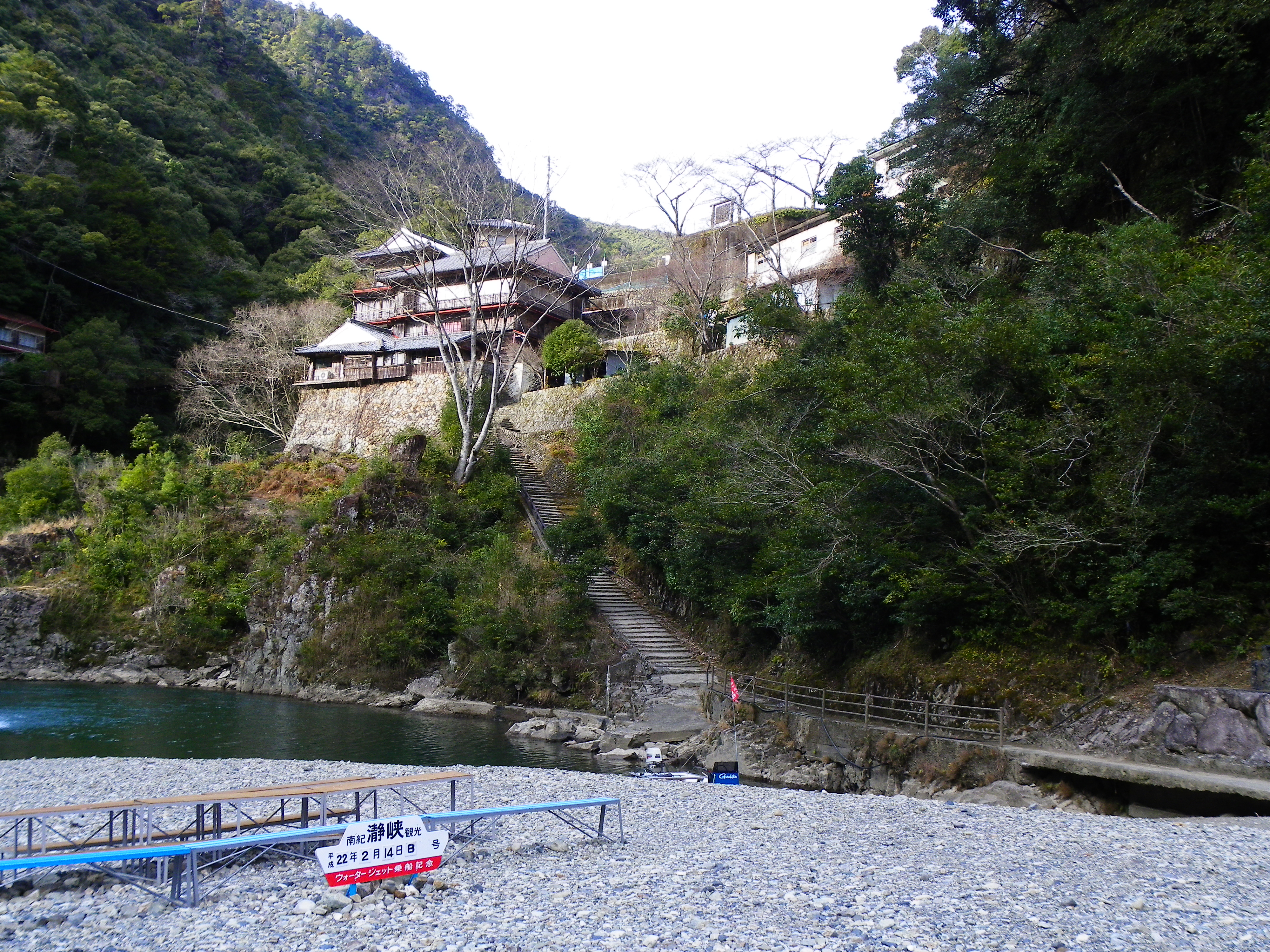
瀞ホテル
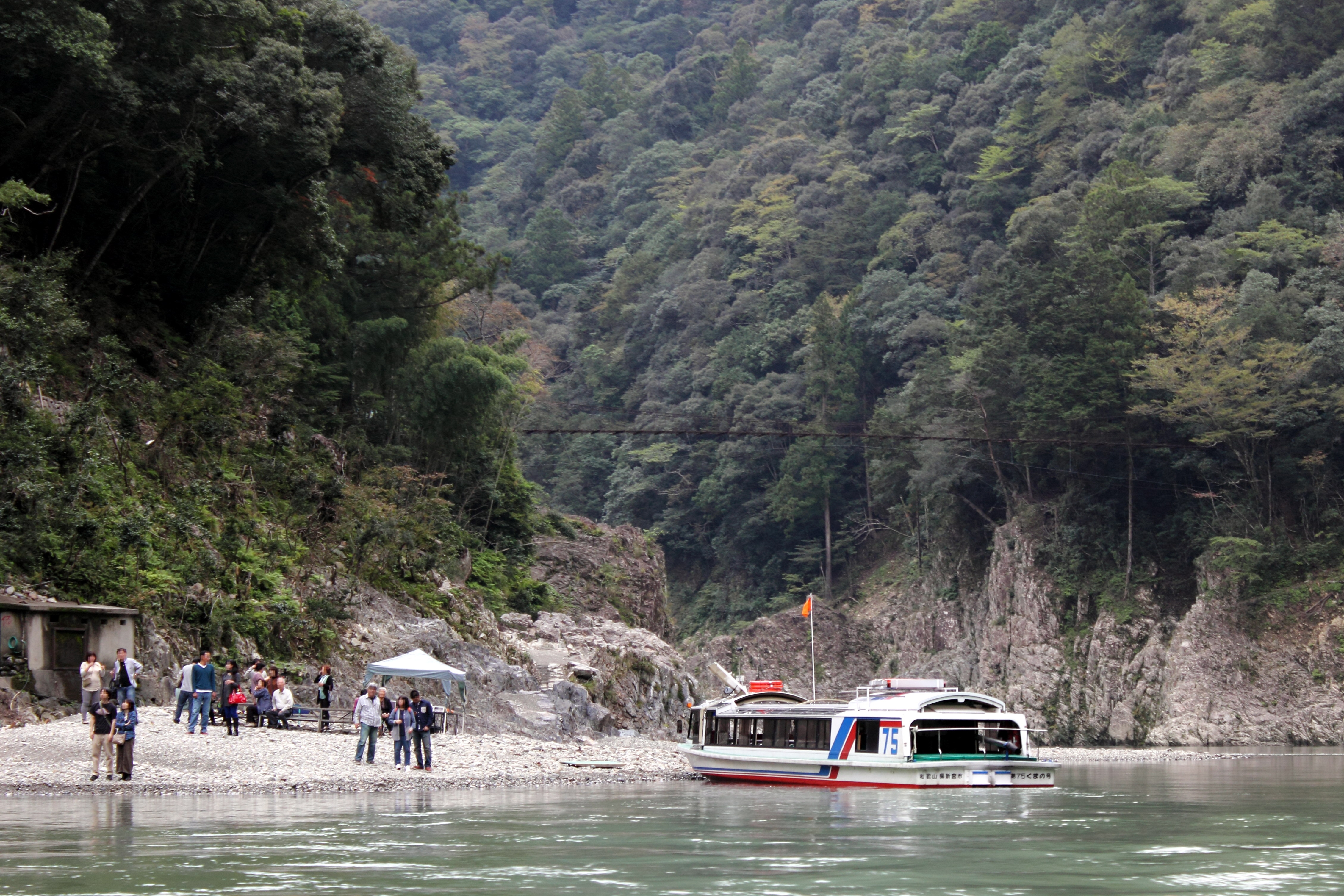
田戸乗船場